# Edmund Becker
Edmund Becker est un entraîneur et ancien footballeur allemand né le 18 juillet 1956 à Reichenbach. 